# Борек-Велькопольски
Борек-Велькопольски (пол. Borek Wielkopolski, нем. Borken)  —  город  в Польше, входит в Великопольское воеводство,  Гостыньский повят; расположен на берегу реки Одра.  Имеет статус городско-сельской гмины. Занимает площадь 6,16 км². Население 2474 человек (на 2004 год).

## История

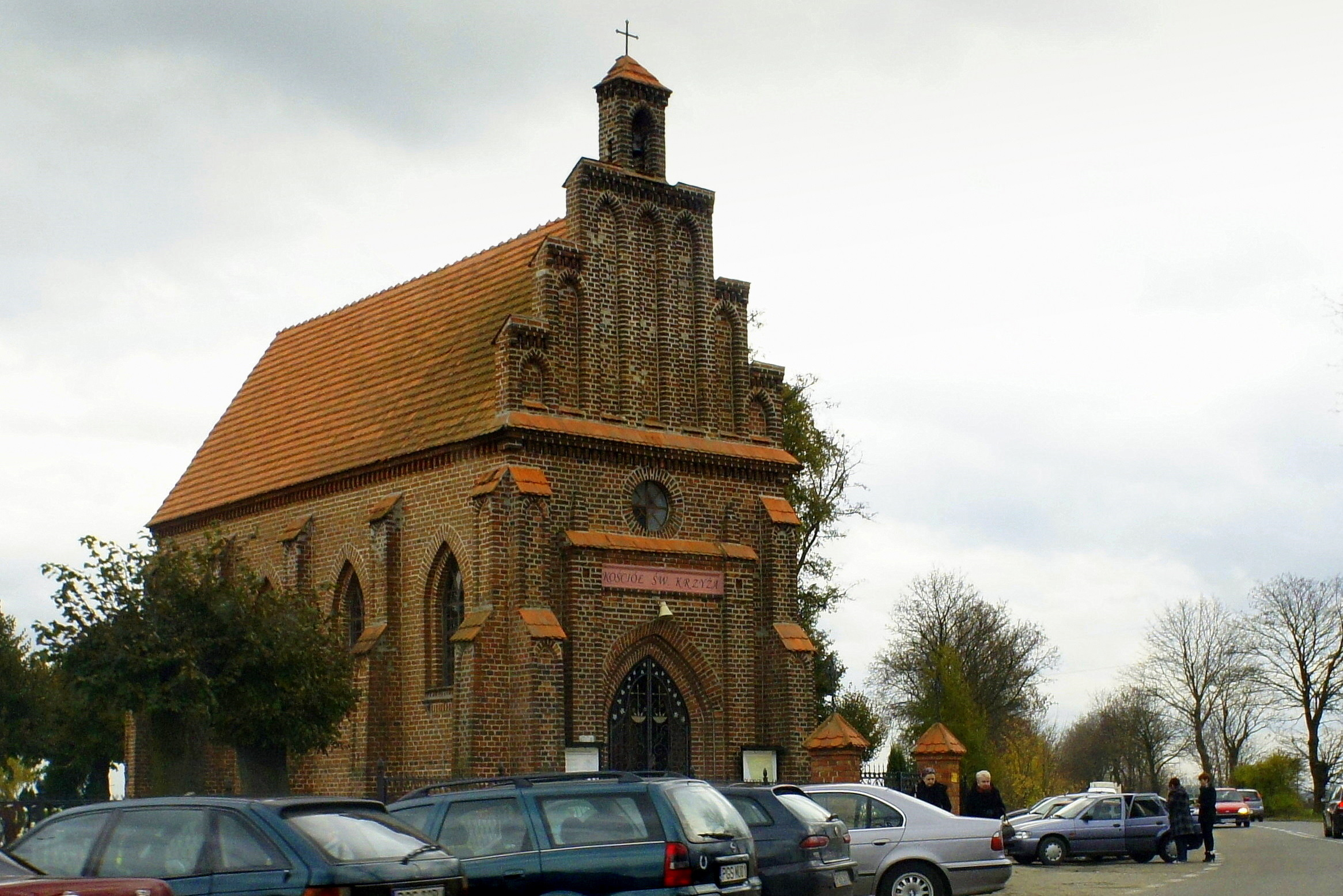
Церковь Св. Креста

Согласно «Энциклопедическому словарю Брокгауза и Ефрона», население города вплоть до начала XX века занималось преимущественно земледелием и хлебною торговлей.
Соединяющееся непосредственно с этим городом предместье Здзеж было в старину самостоятельным многолюдным и богатым городом, владельцы которого носили княжеский титул, на что указывает находящаяся в церкви в Плешеве надгробная надпись: «Hic jacet principissa Zdzieszoviensis». Последний в первой половине XV века сгорел дотла, и многие жители его переселились по соседству во вновь основанный Борек.